# الحزب الشيوعي الألماني
الحزب الشيوعي الألماني هو حزب ماركسي لينيني في ألمانيا(Deutsche Kommunistische Partei)، تكون عام 1968، في ألمانيا الغربية. تأسس لتعويض الحزب الشيوعي لألمانيا (Kommunistische Partei Deutschlands, KPD), الذي منع سنة 1956 من طرف المحكمة الدستورية الفيدرالية.
في نهاية الستينات كانت سلطات ألمانيا الغربية قد غيرت موقفها تجاه المعسكر الشرقي، وبصفة خاصة تجاه ألمانيا الشرقية.